# Poolse muziek
Bij Poolse muziek denkt men snel aan de Poolse componist Chopin die zijn composities entte op dansen uit Polen zoals mazurka's en polonaises. Maar dat is niet de traditionele Poolse muziek.

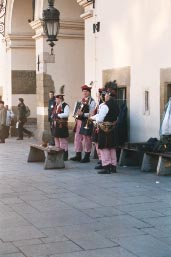
Kapela bij de Sukiennice in Krakau, december 2003

In heel Polen spelen plaatselijke kapela's nog steeds Poolse dansen. Natuurlijk zijn dat danssoorten als de polka en mazurka die in de 18e en 19e eeuw over de hele wereld verspreid zijn. Andere danssoorten, met hun eigen maat of ritmes zijn bijvoorbeeld de kujawiak, oberek, krakowiak of polonez. Die polonez, een statige hofdans in 6/8 maat, is heel wat anders dan onze polonaise.
Kapela's maken veel gebruik van viool, contrabas, accordeon, trom en soms een cimbalom. Een ander traditioneel instrument dat soms gebruikt wordt is de suka.
In het zuiden van Polen, rondom Zakopane, in de streek Podhale is de muziek sterk geënt op de muziek uit Slowakije. 
Na 1945, tijdens het communistische regime, werden Poolse muziek, zang en dans gecultiveerd in theaterbewerkingen. Het zang- en dansgezelschap Mazowsze treedt nog steeds op in Polen en het buitenland. 
De laatste tien jaren vindt er een revival van Poolse muziek plaats door - in Polen zeer populaire - groepen als Bratanki, Warsaw Village Band en Golec u Orkiestra. Zij maken popmuziek geënt op Poolse traditionele muziek. Zangeres en pianiste Anna Maria Jopek baarde in 2000 opzien met het album Bosa. Haar stijl laat zich kenmerken door een mix van jazz en Poolse volksmuziek. Een opvallende categorie van Poolse muziek is poezja śpiewana (gezongen poëzie). Die categorie kent vele vertegenwoordigers als Stare Dobre Małżeństwo ((Een) Oud Goed Partnerschap), Czerwony Tulipan (De Rode Tulp) en  Z ostatniej chwili (Van het laatste moment). 